# Safilo Group
Safilo Group S.p.A., acronyme de Società Azionaria Fabbrica Italiana Lavorazione Occhiali, est une société italienne spécialisée dans la production et la distribution de lunettes de vue, de soleil et de sport, lunettes et casques de ski et de vélo, dont le siège administratif est à Padoue (Vénétie), en Italie.
La société est cotée à la Bourse de Milan depuis décembre 2005, où elle est présente dans l'indice FTSE Italia Small Cap sous le code SFL. Elle compte cinq usines dans le monde :
- Longarone (Italie)
- Santa Maria di Sala (Italie)
- Bergame (Italie)
- Salt Lake City (USA)
- Suzhou (R.P.Chine)

## Histoire
Les origines des activités du Groupe Safilo SpA remontent à 1934 lorsque Guglielmo Tabacchi acheta le premier complexe industriel italien de production de verres et de montures, créé en 1878 à Calalzo di Cadore, dans la province de Belluno (Vénétie), et fonda la "Società Azionaria Fabbrica Italiana Lavorazioni Occhiali" Safilo SpA, l'entreprise manufacturière la plus ancienne de lunettes dans l'industrie optique.
En 1974, après le décès du fondateur, l'entreprise est dirigée par ses trois fils, Giuliano, Vittorio et Dino Tabacchi.
En 1996, Safilo SpA rachète le fabricant américain de lunettes de sport Smith Sport Optics INC ainsi que la société autrichienne Carrera Optyl.
Fin 2000, les frères Tabacchi ayant des visions stratégiques différentes, Vittorio rachète les parts de ses deux frères à un prix élevé, prenant ainsi le contrôle de l'entreprise en 2001. Lors de cette opération, il s’endette lourdement. Quatre ans plus tard, fin 2005, Vittorio Tabacchi (épaulé par ses enfants Massimiliano et Samantha) introduit la société Safilo Group SpA en bourse avec des dettes d'environ 710 millions d'euros. En 2009, une recapitalisation robuste s'impose et le fonds néerlandais "Hal Investments" (entièrement contrôlé par HAL Trust) devient l'actionnaire de référence, d'abord avec 37,2% , puis avec 42,2%. La participation de Vittorio Tabacchi tombe à un peu plus de 9 %.
En 2012, Safilo Group SpA rachète la société Polaroid Eyewear, leader dans la technologie de l'optique et des verres polarisés, ainsi qu'un fabricant et distributeur mondial d'articles optiques.
En octobre 2013, la Suissesse Luisa Delgado est nommée PDG. L'entreprise compte 7 128 collaborateurs, dont 1 065 au siège de Padoue. Les centres de distribution sont passés de 20 à 6. En 2014, Safilo SpA fête ses 80 premières années d'histoire.
En février 2018, le pacte d'actionnaires signé en septembre 2013 entre Delgado et Multibrands Italy BV est dissout. En janvier 2019, après une augmentation du capital de la société, la participation de Multibrands Italy BV atteint 49,8%. En 2020, Safilo Group SpA rachète les sociétés Privé Revaux et Blenders Eyewear, deux marques américaines en croissance rapide et fortement orientées vers le numérique.
Safilo Group SpA est le fabricant numéro deux mondial en chiffre d'affaires derrière EssilorLuxottica et devant Kering Eyewear jusqu'en 2022 où il se voit dépassé par ce dernier. Avant la création de Kering Eyewear, Safilo fabriquait des lunettes pour le groupe de luxe Kering.
Safilo possède la licence pour les marques Tommy Hilfiger, Carrera, Hugo Boss, Missoni, Levi's ou Isabel Marant.
En février 2020, le groupe Safilo a annoncé l'acquisition de 61,34% de la société basée à Miami Prive Goods. Le prix de la transaction est estimé à 61,6 millions d’euros. Par la suite, Safilo fait l'acquisition de deux marques américaines, Blenders Eyewear et Privé Revaux.

## Les marques de Safilo Group SpA
Safilo Group SpA dispose de plus de 30 marques principales dont :
- Marques de sa propriété :
  - Blenders Eyewear
  - Carrera Eyewear
  - Polaroid
  - Smith
  - Seventh Street
  - Privé Revaux
- Marques sous licence
  - Banana Republic Eyewear
  - Boss
  - Carolina Herrera
  - Chiara Ferragni
  - Eyewear by David Beckham
  - Dsquared2
  - Fossil
  - Givenchy
  - Havaianas
  - Hugo
  - Isabel Marant
  - kate spade New York
  - Levi's
  - Liz Clairborne
  - Love Moschino
  - Juicy Couture
  - Marc Jacobs
  - Missoni
  - M Missoni
  - Moschino
  - Pierre Cardin
  - Ports
  - Rag&Bone
  - Rebecca Minkoff
  - Tommy Hilfiger
  - Tommy Jeans
  - Under Armour